# Anna Ljungberg
Anna Kristina Ljungberg, född 4 januari 1867 i Lunds stadsförsamling, Malmöhus län, död 18 november 1942 i Halmstads församling, Hallands län, var en svensk folkskollärare och rösträttsaktivist. Hon var verksam i kampanjen för införandet av kvinnlig rösträtt i Sverige och ordförande för Föreningen för kvinnans politiska rösträtt i Halmstad 1904–1921. 